# Ультранизька частота
Наднизька частота (англ. Ultra low frequency, ULF) — позначення ITU для частотного діапазону електромагнітних хвиль від 300 герц до 3 кілогерц, що відповідає довжині хвилі від 1000 до 100 км. У науці про магнітосферу та сейсмології зазвичай даються альтернативні визначення, включаючи діапазони від 1 мГц до 100 Гц, від 1 мГц до 1 Гц, і від 10 до 10 мГц Гц.
У магнітосфері і на землі можна спостерігати багато типів хвиль в діапазоні частот ULF. Ці хвилі представляють важливі фізичні процеси в навколоземному плазмовому середовищі. Швидкість ULF-хвиль часто пов'язують зі швидкістю Альвена, яка залежить від навколишнього магнітного поля та щільності маси плазми.
Цей діапазон використовується для зв'язку в шахтах, оскільки радіохвилі даних довжин можуть проникати під землю.

## Землетруси
Деякі станції моніторингу землетрусів повідомляли, що іноді перед ним передує сплеск активності ULF. Чудовий приклад цього стався перед землетрусом у Лома-Прієта в 1989 році в Каліфорнії, хоча подальше дослідження вказує, що це була лише несправність датчика. 9 грудня 2010 року вчені-геознавці оголосили, що супутник DEMETER спостерігав різке посилення ULF радіохвиль над Гаїті за місяць до землетрусу магнітудою 7,0 Mw 2010 року. Дослідники намагаються дізнатися більше про цю кореляцію, щоб з’ясувати, чи можна використовувати цей метод як частину системи раннього попередження про землетруси.